# カステル・サン・ジョヴァンニ
カステル・サン・ジョヴァンニ（伊: Castel San Giovanni）は、イタリア共和国エミリア＝ロマーニャ州ピアチェンツァ県にある、人口約14,000人の基礎自治体（コムーネ）。

## 地理

### 位置・広がり

#### 隣接コムーネ
隣接するコムーネは以下の通り。括弧内のPVはパヴィーア県所属を示す。
- アレーナ・ポー (PV)
- ボルゴノーヴォ・ヴァル・ティドーネ
- ボズナスコ (PV)
- ピエーヴェ・ポルト・モローネ (PV)
- ロヴェスカーラ (PV)
- サン・ダミアーノ・アル・コッレ (PV)
- サルマト
- ツィアーノ・ピアチェンティーノ

### 気候分類・地震分類
カステル・サン・ジョヴァンニにおけるイタリアの気候分類 (it) および度日は、zona E, 2552 GGである。
また、イタリアの地震リスク階級 (it) では、zona 3 (sismicità bassa) に分類される。

## 行政

### 分離集落
カステル・サン・ジョヴァンニには以下の分離集落（フラツィオーネ）がある。
- Bosco Tosca, Creta, Fontana Pradosa, Ganaghello, Pievetta, Campo d'Oro

## 姉妹都市
- スルニ（英語版）Slunj、クロアチア
- ダネレン（英語版）、アメリカ合衆国  2018年